# Ponto de Parada (Recife)
Ponto de Parada é um bairro do Recife, Pernambuco.
Faz parte da RPA 2, Microrregiçao 2.1. Suas coordenadas são: latitude 8°1'46"S e longitude 34°53'36"W 
O nome do bairro vem de uma antiga estação de trem urbano (Maxambomba) da linha Beberibe existente no local no século XIX. Seu logradouro principal é a Avenida Beberibe, que inicia bairro da Encruzilhada, terminando em Beberibe, e passando por Ponto de Parada.
Limita-se com os bairros Encruzilhada, Arruda, Hipódromo e Rosarinho.

## Saúde
Em seu território está instalado o Posto do Programa de Saúde da Família de Ponto de Parada.

## Educação
- Escola Comunitária Menino Jesus [6]

## Demografia
- Área territorial: 20 ha.
- População: 1.554 habitantes[nota 1]
  - Masculina:  693 habitantes
  - Feminina:   861 habitantes
- Densidade demográfica: 79,53 hab./ha.